# Jorge Heine
Jorge Sievert Heine Lorenzen (Santiago, 24 de mayo de 1948) es un abogado, politólogo, académico y diplomático chileno, militante del Partido por la Democracia. Se desempeñó como ministro de Estado del presidente Eduardo Frei Ruiz-Tagle y embajador de Chile en China.

## Estudios
Estudió en el Colegio Alemán de Santiago y posteriormente ingresó a la carrera de derecho en la Universidad de Chile, obteniendo su título en 1973.
Luego estudió ciencia política en la Universidad de York, Inglaterra, y en la de Stanford, Estados Unidos, donde obtuvo un magíster y un doctorado.

## Actividad académica
Fue investigador asociado en el Programa Latinoamericano del Woodrow Wilson International Center for Scholars en Washington D. C. entre 1980 y 1982. Ha recibido becas posdoctorales de la John Simon Guggenheim Memorial Foundation y del Social Science Research Council de los Estados Unidos. Fue profesor visitante en St Antony’s College, Universidad de Oxford, donde dictó un seminario en política caribeña. Enseñó también en la Universidad de Puerto Rico y en la Universidad Interamericana de Puerto Rico donde fue director del Centro de Investigación del Caribe y Latinoamérica (CISCLA). Se desempeñó también como examinador externo en el Departamento de Gobierno de la Universidad de las Indias Occidentales en Mona, Jamaica.
En 1989 fue director adjunto del Instituto de Estudios Europeo-Latinoamericanos (IRELA) en Madrid, España, cargo en que sucedió a otro chileno, Alberto van Klaveren. Fue presidente de la Caribbean Studies Association (CSA), la principal agrupación profesional de estudiosos del Caribe, en 1990-1991, organizando el congreso anual de la CSA en La Habana, Cuba. También fue observador oficial de la Organización de Estados Americanos (OEA) en las elecciones en Haití en 1990 y presidente del jurado para el Premio Gordon Lewis en Estudios Caribeños en 1992.
Fue presidente de la Asociación Chilena de Ciencia Política en 1991-1993, organizando en Iquique el Segundo Congreso Nacional de Ciencia Política, dedicado a La Reforma del Estado. Ha sido consultor de las Naciones Unidas, los ministerios de Asuntos Exteriores de Canadá y de Trinidad y Tobago, la Fundación Ford y Oxford Analytica. Fue presidente fundador del Stanford Club de Chile en 1993 y presidente de la United States Alumni Society (USAS) de Chile entre el 2000 y el 2003.
En 2007 fue nombrado catedrático de gobernanza global en la Balsillie School of International Affairs de la Universidad Wilfrid Laurier e investigador distinguido en el Centro para la Innovación en la Gobernanza Internacional (CIGI), ambos en Waterloo, Ontario. En 2012 se desempeñó como catedrático invitado de ciencia política en la Universidad de Constanza en Alemania, y en el 2012-2013 ocupa la cátedra Pablo Neruda de Estudios Latinoamericanos en La Sorbona, París. En 2013 es nombrado Wilson Center Global Fellow en el Woodrow Wilson International Center for Scholars en Washington D. C.

## Actividad gubernamental
Fue subsecretario de Aviación en el Ministerio de Defensa Nacional, entre 1993 y 1994. Durante su gestión se completó e inauguró la nueva terminal del Aeropuerto Internacional Arturo Merino Benítez, diseñada por el arquitecto Emilio Duhart, y considerada en su momento la más moderna de Sudamérica. Fue embajador de Chile en Sudáfrica, además de concurrente en Mozambique, Namibia, Suazilandia y Zimbabue en 1994-1999. En Sudáfrica fue el primer embajador en presentar credenciales al presidente Nelson Mandela. Colaboró estrechamente con este y el arzobispo Desmond Tutu en la creación de la Comisión de Verdad y Reconciliación de Sudáfrica,  inspirada en la experiencia chilena. En 1997 y 1998 el principal matutino de Johannesburgo, The Star, lo seleccionó como una de las 100 personalidades más influyentes de Sudáfrica.
En 1999 pasó a liderar el Ministerio de Bienes Nacionales, cargo en que dio prioridad a la devolución de tierras a las comunidades indígenas y al rescate del patrimonio arquitectónico y urbanístico. En este cargo permaneció 4 meses por supuesto mal uso de fondos públicos. La veracidad de dichas acusaciones no fue verificada ni judicialmente ni por la Contraloría General de la República. Su renuncia fue seguida, diez días después, por la del subsecretario de Bienes Nacionales, Sergio Vergara Larraín.
Posteriormente fue designado embajador de Chile en India, Bangladés y Sri Lanka, donde se desempeñó entre 2003 y 2007. En esos años tuvo lugar la primera visita presidencial de Chile a India, realizada por Ricardo Lagos en enero de 2005; se firma el Acuerdo de Alcance Parcial (AAP) entre Chile e India (el primero entre India y un país latinoamericano); y las exportaciones de Chile a India se multiplicaron por diez, pasando de US$ 230 millones en 2003, a US$ 2200 millones en el 2007, año en que India desplaza a Alemania como décimo mercado exportador de Chile. En Sri Lanka abrió el mercado de ese país a la fruta chilena, que estaba cerrado desde los años '20 para fruta proveniente de América Latina
En 2003 pasó a ser el primer chileno electo al Comité Ejecutivo de la International Political Science Association (IPSA), asumiendo como vicepresidente en 2006-2009. En representación de la Asociación Chilena de Ciencia Política, durante su gestión logra la sede del XXI Congreso Mundial de Ciencia Política para Santiago. Este, el primer congreso mundial en alguna de las ciencias sociales realizado en Chile, tiene lugar del 12 al 16 de julio de 2009. Con la participación de 2.450 cientistas políticos de 75 países, es el mayor congreso mundial de ciencia política en los 60 años de la IPSA.
En 2014 asumió como embajador de Chile en la República Popular China por encargo de Michelle Bachelet. En diciembre del 2016, Jorge Heine y su esposa Norma Acevedo fueron acusados de maltrato y abuso laboral por 4 funcionarios chinos. Dicha acusación fue contestada por el propio Heine a través de una carta al mismo medio.
Bajo su gestión se han realizado sendas visitas presidenciales , numerosas ministeriales y se firmó un tratado para evitar la doble tributación . Especiales avances ha tenido la cooperación en defensa, con visitas a China del Ministro de Defensa, los Comandantes en Jefe de la Armada y la FACH y la primera a China en diez años del BE “Esmeralda”, que recaló una semana en Shanghái . Bajo el lema “Chile, potencia alimentaria”, se efectuaron en 2015 las primeras exportaciones a China de ganado en pie (20,000 vaquillas) ; y en 2016, Chile pasó a ser el mayor exportador de fruta a China, con US$ 1207 millones , la cuarta parte de toda la fruta importada por ese país. En 2016, China se convirtió en el mayor mercado de exportación para el vino chileno, con US$ 195 millones . En telecomunicaciones, la propuesta de Chile de instalar un cable trans-Pacífico de fibra óptica entre China y Chile para mejorar la conectividad digital entre Asia y Sudamérica, proyecto bajo estudio, llamó especialmente la atención
Ha sido profesor en universidades chilenas y extranjeras y cuenta a su haber gran cantidad de publicaciones referidas a temas de política latinoamericana. En 2010 pasó a integrar el Grupo Asesor Estratégico del Programa de Naciones Unidas para el Desarrollo (PNUD)- América Latina. Ha formado parte de los comités editoriales de las revistas académicas Global Governance, World Affairs, South African Journal of International Affairs, Indian Foreign Affairs Journal, India Quarterly, Caribbean Journal of International Affairs and Diplomacy, Pensamiento Propio y Estudios Internacionales. También fue catedrático en la Academia de Guerra del Ejército de Chile y en la Academia Diplomática Andrés Bello.
Su esposa es la economista puertorriqueña Norma Acevedo.

## Obras
Es autor, coautor o compilador de catorce libros, entre los que destacan Twenty-First Century Democracy Promotion in the Americas (con Britta Weiffen, Routledge, 2014); The Oxford Handbook of Modern Diplomacy (con Andrew Cooper y Ramesh Thakur, Oxford University Press, 2013); La Nueva India (El Mercurio/Aguilar 2012); Fixing Haiti: MINUSTAH and Beyond (United Nations University Press, 2011); (con Ramesh Thakur) The Dark Side of Globalization (United Nations University Press, 2011); (con Andrew F. Cooper) Which Way Latin America? Hemispheric Politics Meets Globalization (United Nations University Press, 2009); Looking Sideways: The Dynamics of South-South Cooperation (con Antoinette Handley y Greg Mills). Johannesburgo: South African Institute of International Affairs, 1998; Santiago: Dolmen, 1993.The Last Cacique: Leadership and Politics in a Puerto Rican City (Pittsburgh University Press, 1993; seleccionado por la revista Choice como uno de los libros académicos destacados del 1994); Enfrentando los cambios globales: Anuario de políticas exteriores de América Latina y el Caribe 1992-1993. Santiago: Dolmen, 1993; Hacia unas relaciones internacionales de mercado: Anuario de políticas exteriores de América Latina y el Caribe 1991-1992. Caracas: Nueva Sociedad, 1992; A Revolution Aborted: The Lessons of Grenada (Pittsburgh University Press, 1991; edición en español publicada por Grupo Editor Latinoamericano en Buenos Aires bajo el título Revolución e intervención en el Caribe: Las lecciones de Granada, 1991; con Leslie Manigat, Cross Currents and Cleavages: International Relations of the Contemporary Caribbean (Holmes& Meier, 1988); y, con Juan M. García Passalacqua, The Puerto Rican Question (Foreign Policy Association, 1984) y Time for Decision: The United States and Puerto Rico. Lanham, Maryland: North-South, 1983.